# 2000-es Formula–1 belga nagydíj
A belga nagydíj volt a tizenharmadik futam a 2000-es Formula–1-es világbajnokságon.

## Futam
|    | Rsz. | Versenyző             | Csapat             | Körök | Idő/Kiesések     | Start | Pontok |
| -- | ---- | --------------------- | ------------------ | ----- | ---------------- | ----- | ------ |
| 1  | 1    | Mika Häkkinen         | McLaren-Mercedes   | 44    | 1:28:14.494      | 1     | 10     |
| 2  | 3    | Michael Schumacher    | Ferrari            | 44    | +1.104           | 4     | 6      |
| 3  | 9    | Ralf Schumacher       | Williams-BMW       | 44    | +38.096          | 6     | 4      |
| 4  | 2    | David Coulthard       | McLaren-Mercedes   | 44    | +43.281          | 5     | 3      |
| 5  | 10   | Jenson Button         | Williams-BMW       | 44    | +49.914          | 3     | 2      |
| 6  | 5    | Heinz-Harald Frentzen | Jordan-Mugen-Honda | 44    | +55.984          | 8     | 1      |
| 7  | 22   | Jacques Villeneuve    | BAR-Honda          | 44    | +1:12.380        | 7     |        |
| 8  | 8    | Johnny Herbert        | Jaguar-Cosworth    | 44    | +1:27.808        | 9     |        |
| 9  | 17   | Mika Salo             | Sauber-Petronas    | 44    | +1:28.670        | 18    |        |
| 10 | 7    | Eddie Irvine          | Jaguar-Cosworth    | 44    | +1:31.555        | 12    |        |
| 11 | 16   | Pedro Diniz           | Sauber-Petronas    | 44    | +1:34.123        | 15    |        |
| 12 | 23   | Ricardo Zonta         | BAR-Honda          | 43    | +1 Kör           | 13    |        |
| 13 | 12   | Alexander Wurz        | Benetton-Playlife  | 43    | +1 Kör           | 19    |        |
| 14 | 20   | Marc Gené             | Minardi-Fondmetal  | 43    | +1 Kör           | 21    |        |
| 15 | 19   | Jos Verstappen        | Arrows-Supertec    | 43    | +1 Kör           | 20    |        |
| 16 | 18   | Pedro de la Rosa      | Arrows-Supertec    | 42    | +2 Kör           | 16    |        |
| 17 | 21   | Gastón Mazzacane      | Minardi-Fondmetal  | 42    | +2 Kör           | 22    |        |
| Ki | 4    | Rubens Barrichello    | Ferrari            | 32    | Üzemanyag nyomás | 10    |        |
| Ki | 14   | Jean Alesi            | Prost-Peugeot      | 32    | Üzemanyag nyomás | 17    |        |
| Ki | 15   | Nick Heidfeld         | Prost-Peugeot      | 12    | Motor            | 14    |        |
| Ki | 11   | Giancarlo Fisichella  | Benetton-Playlife  | 8     | Elektronika      | 11    |        |
| Ki | 6    | Jarno Trulli          | Jordan-Mugen-Honda | 4     | Ütközés          | 2     |        |

## A világbajnokság élmezőnyének állása a verseny után
| H  | Versenyzők         | Pont | H  | Konstruktőrök      | Pont |
| -- | ------------------ | ---- | -- | ------------------ | ---- |
| 1. | Mika Häkkinen      | 74   | 1. | McLaren-Mercedes   | 125  |
| 2. | Michael Schumacher | 68   | 2. | Ferrari            | 117  |
| 3. | David Coulthard    | 61   | 3. | Williams-BMW       | 30   |
| 4. | Rubens Barrichello | 49   | 4. | Benetton-Playlife  | 18   |
| 5. | Ralf Schumacher    | 20   | 5. | Jordan-Mugen-Honda | 13   |

- Megjegyzés: A McLaren csapat nem kapta meg azt a 10 pontot, amit Häkkinen szerzett az osztrák nagydíjon, mert a finn autójának az adatrögzítőjéről hiányzott az egyik plomba.

## Statisztikák
Vezető helyen:
- Mika Häkkinen: 21 (1-12 / 23/27 / 41-44)
- Michael Schumacher: 23 (13-22 / 28-40)

Mika Häkkinen 18. győzelme, 26. pole-pozíciója, Rubens Barrichello 3. leggyorsabb köre.
- McLaren 130. győzelme.